# Krishnanagar

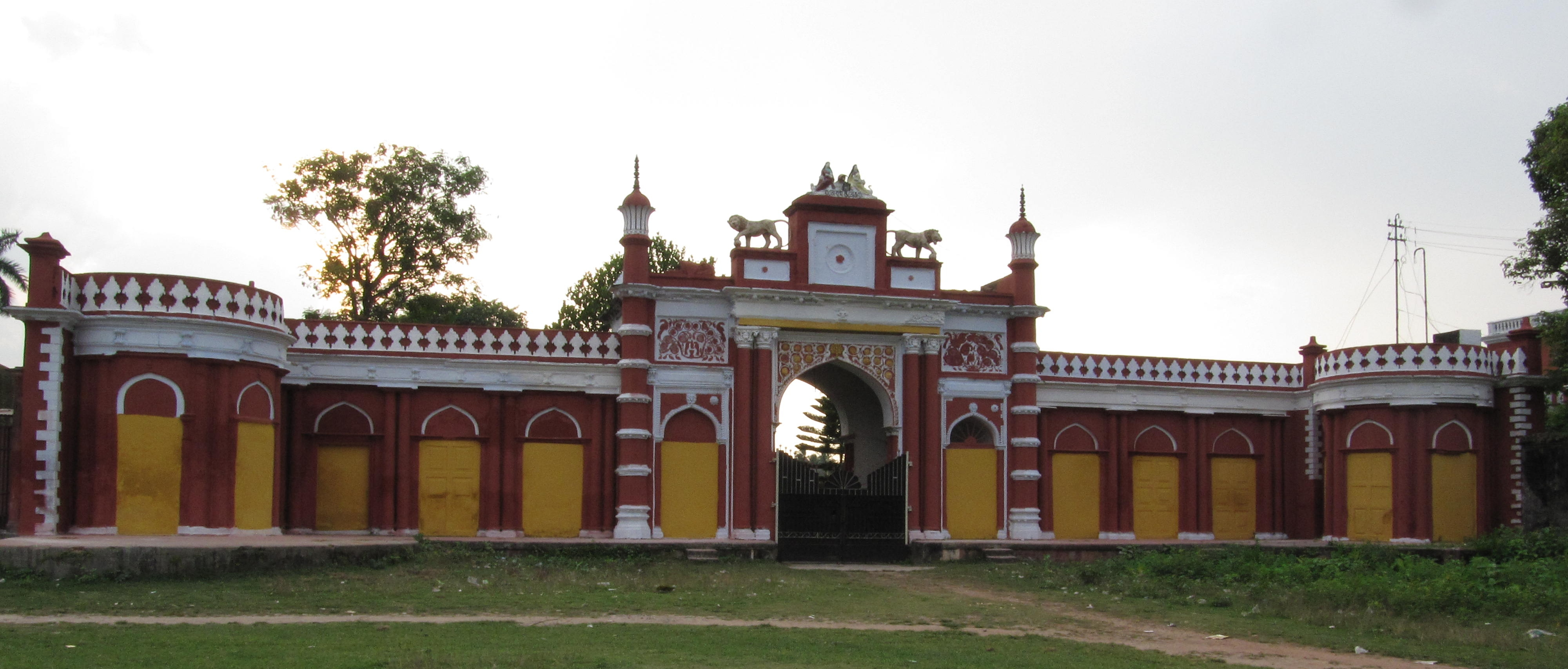
Palats i Krishnanagar.

Krishnanagar är en stad i Indien och är belägen i delstaten Västbengalen. Den är administrativ huvudort för distriktet Nadia och ligger 118 kilometer norr om Calcutta, längs Jalangifloden. Staden, Krishnanagar Municipality, hade 153 062 invånare vid folkräkningen 2011, med förorter 182 010 invånare.